# Oakwood (métro de Londres)
Pour les articles homonymes, voir Oakwood.
Southgate est une station de la Piccadilly line du métro de Londres.

## Histoire
La station est mise en service le 13 mars 1933.